# グランドハンドリング

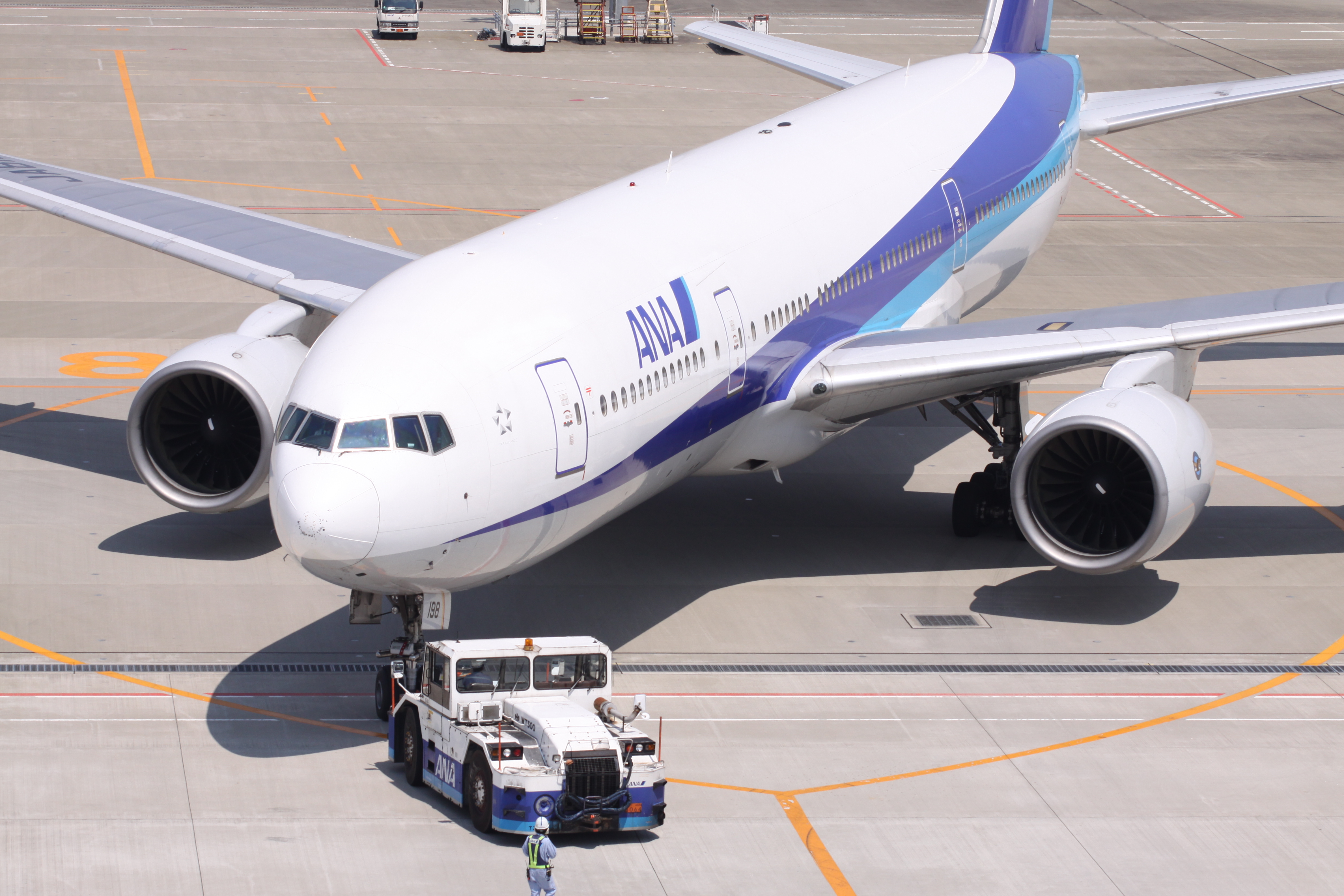
プッシュバック

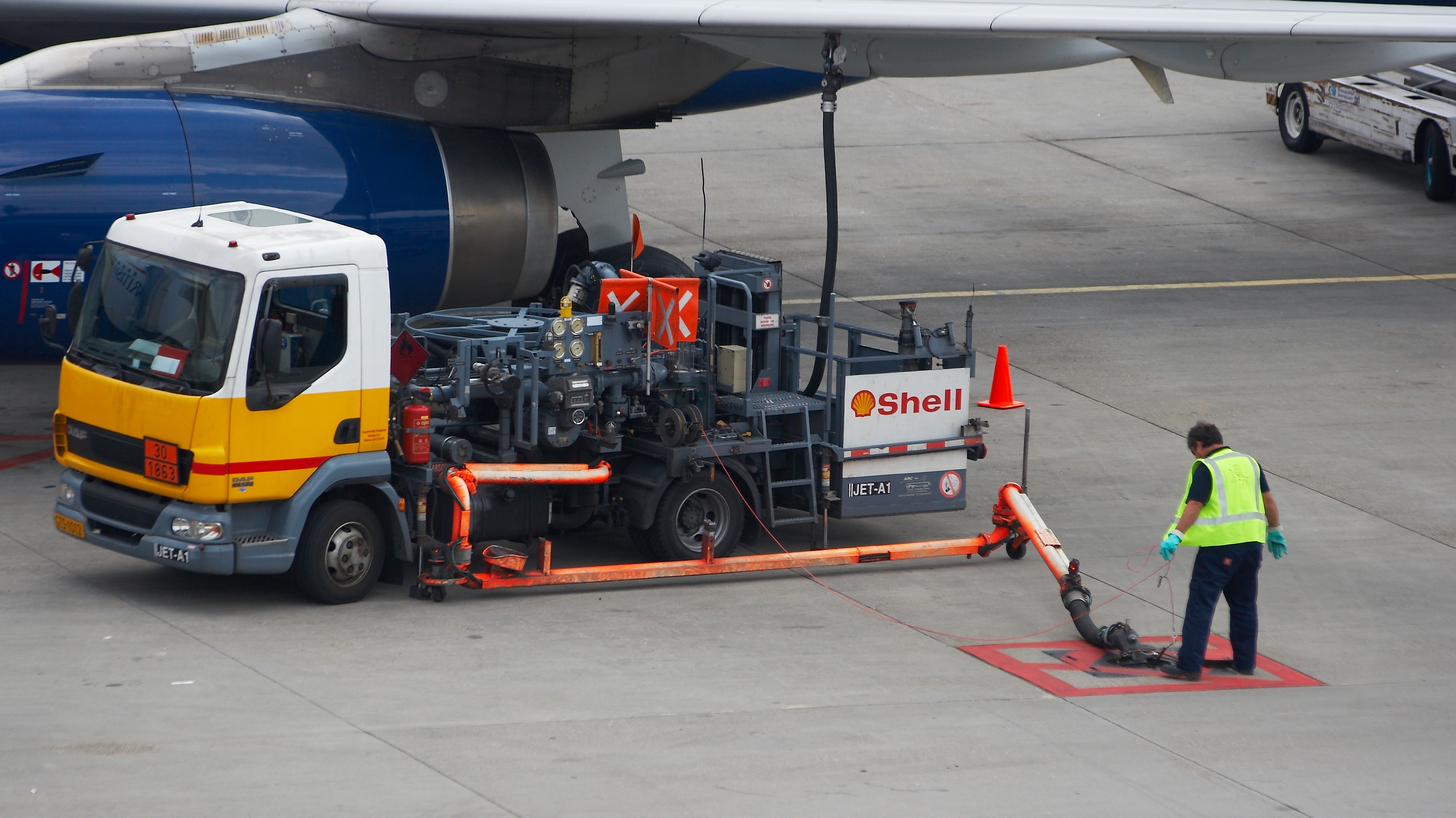
燃料給油

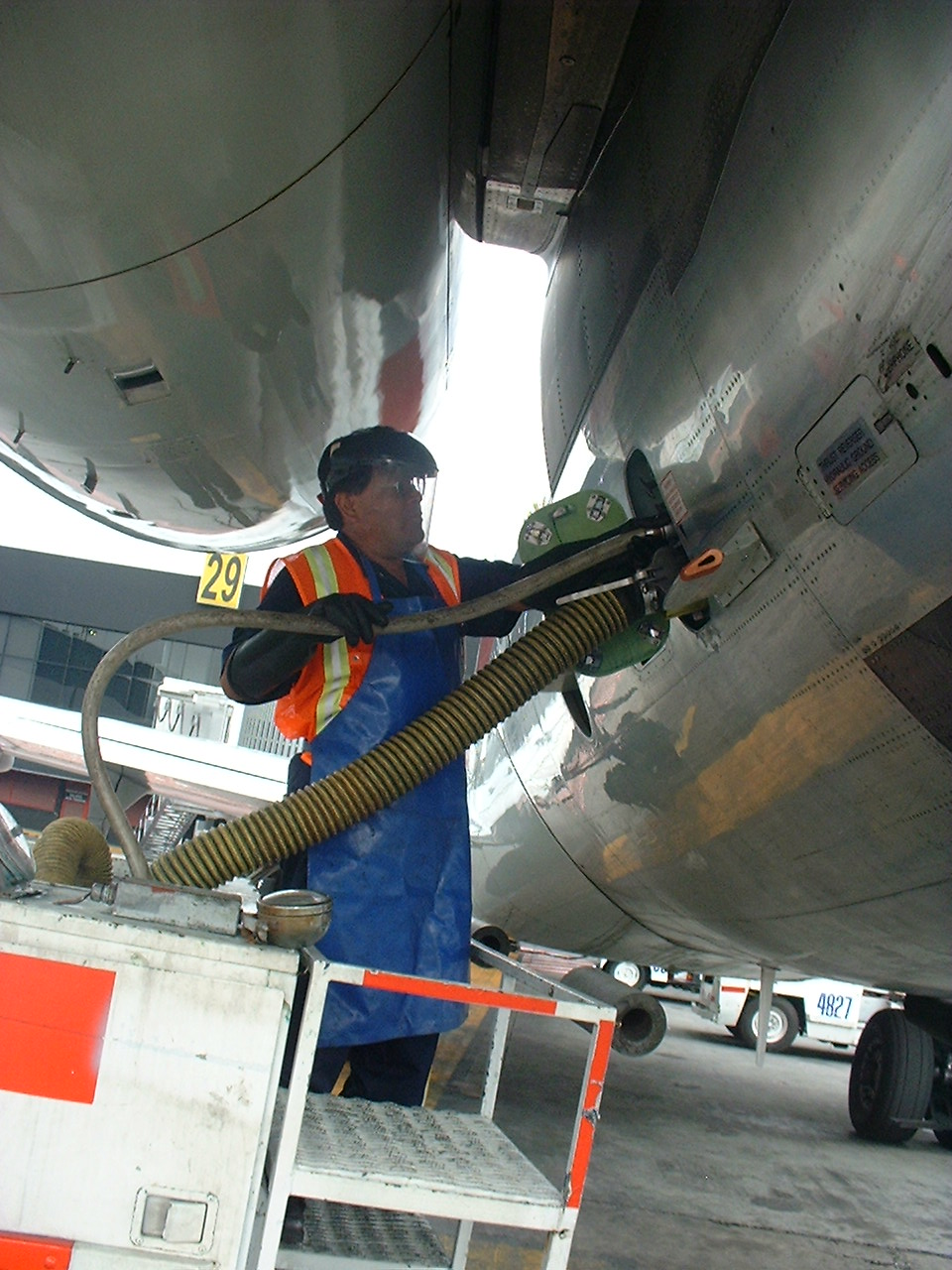
機体汚水処理

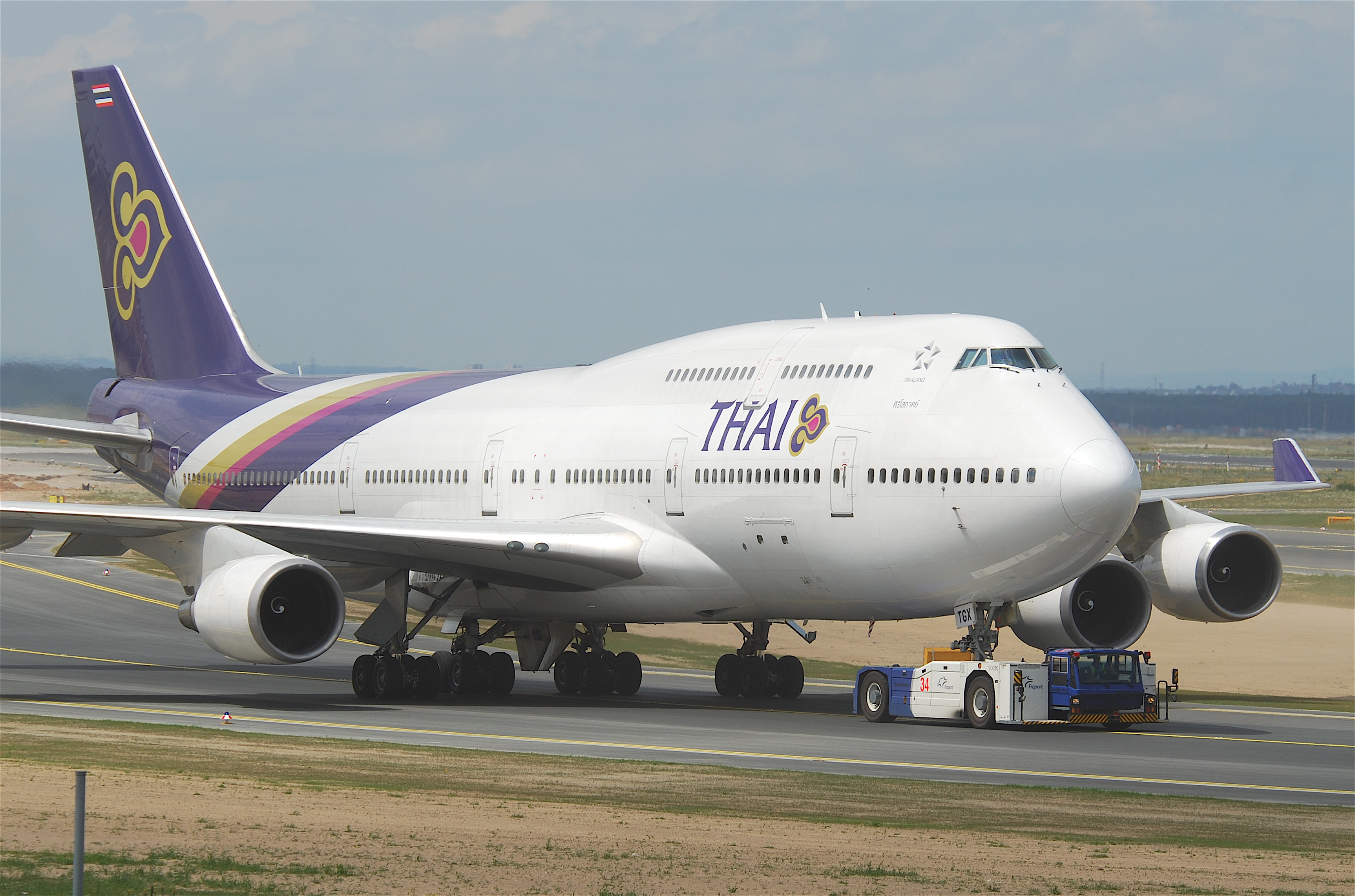
トーイング

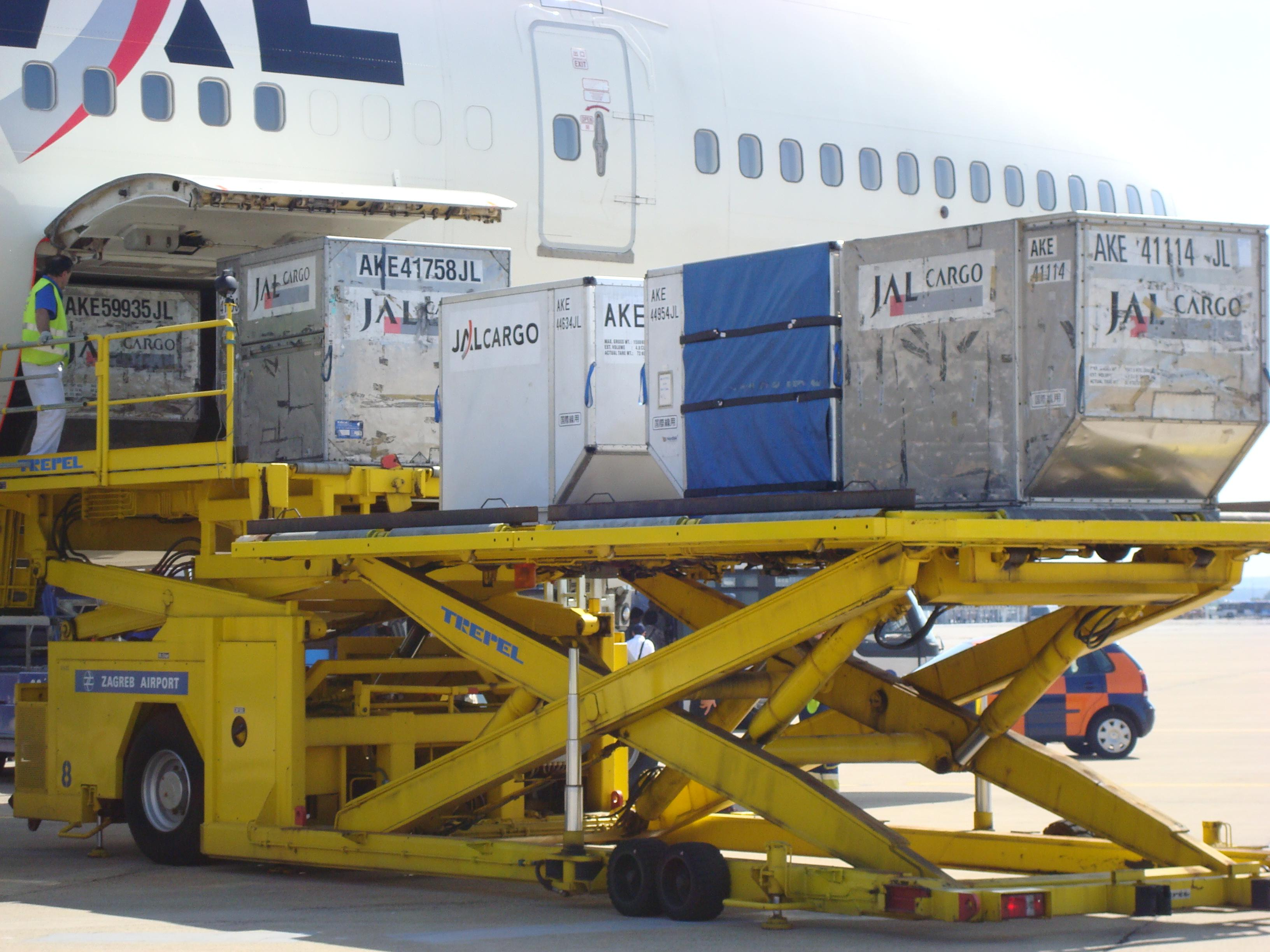
貨物の積み下ろし

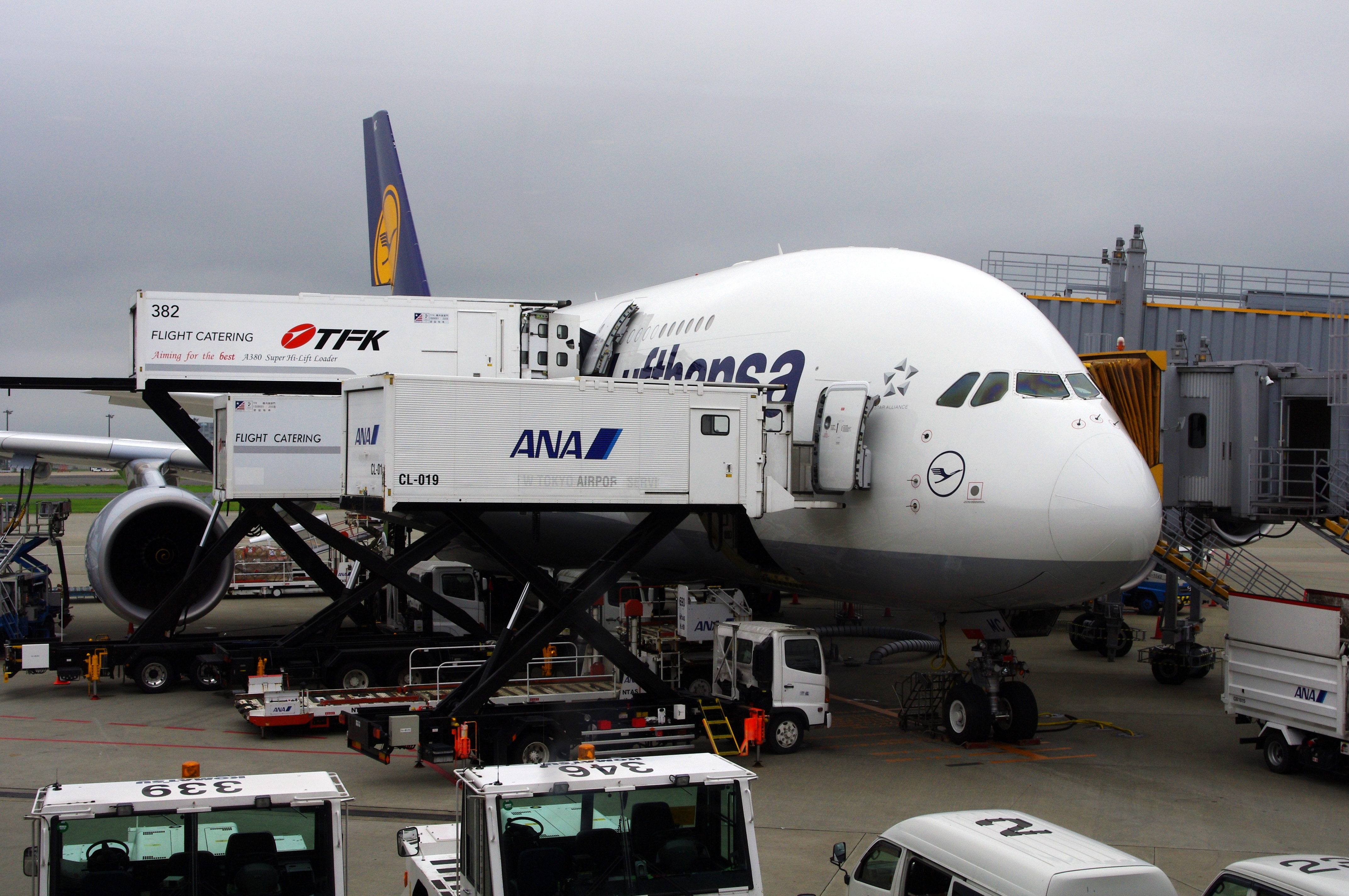
ケータリング

グランドハンドリング (Ground handling) は、航空輸送における空港地上支援業務の総称である。グラハンと略される。また、その業務に携わるスタッフをグランドスタッフと呼ぶ。
航空輸送において、航空機は就航する空港において到着および出発に伴う地上作業のサービスを受ける必要があり、この地上サービスを総称して「グランドハンドリング」と呼んでいる。
航空機が空港に到着し出発するまでの時間（ステイタイム）が短くなるほど、航空機の稼動率を高めることができ、航空会社にとって収益向上につながる。したがってグランドハンドリングに携わる企業は、そのような航空会社の要求に応えるため、安全かつ迅速な空港サービスを提供することが求められる。

## 主な作業

### ランプサービス
- マーシャリング（航空機を駐機場に誘導する）[1]
- 機体のプッシュバック（機体を車で押してバックさせる）[1]
- 機体のトーイング（機体を車で牽引して移動させる）
- 手荷物と貨物の搭降載 [1]
- 手荷物と貨物の搬送 [1]
- 手荷物の仕分け [1]
- 航空機への給油
- 降雪のある空港での機体除雪（凍結防止剤の噴霧）

### 客室サービス
- PBBおよび機体ドアの操作[1]
- 機内清掃[1]
- ケータリング（機内食や飲み物などの搭載）[1]
- 給排水

### 貨物郵便サービス
- 貨物や郵便の受託と引渡し
- 貨物と郵便の仕分け
- ULDへの貨物の組み付けや、ULDからの解体[1]

### 機体整備
- 機体洗浄[1]
- 機体整備補助
- センダー業務（無線によるクルーとの交信）

### 車両整備
- GSE車両のメンテナンス

### 航務業務
- 運航管理
- 運航支援
- ハンドリングコントロール
- ロードコントロール

### 旅客業務
- カウンター業務
- 手荷物受託業務[1]
- ゲート業務[1]
- 到着業務
- ラウンジ業務

## ステイタイム
空港での作業時間（ステイタイム）は、ボーイングやエアバスなどの航空機メーカーが提示しているデータをもとに、航空会社が標準的な時間を設定することが一般的である。グランドハンドリングでは、航空会社が求めるステイタイム内にてすべての空港作業を完了し、定時性（時刻表どおりの運航時刻/ダイヤ）を確保しなければならない。航空会社にもよるが、日本国内の空港において運用されている一般的なステイタイムを以下に示す。
| 機種              | 国内線    | 国際線     |
| ----------------- | --------- | ---------- |
| ボーイング747-400 | 45 - 60分 | 90 - 120分 |
| ボーイング767-300 | 35 - 45分 | 70 - 100分 |

国内線と国際線のステイタイムが異なる要因は、給油である。国際線は長距離を飛行するため、国内線と比較し多くの燃料を航空機に搭載する。そのほか、ケータリングや機内の清掃についても、国際線の作業時間は国内線と比較し長い傾向にある。

## 日本企業の事業形態
日本国内での主要なグランドハンドリング企業は、航空会社の出資によるグループ企業である。航空会社はグランドハンドリングを自社では行わないケースが多い。日本航空 (JAL) や全日本空輸 (ANA) といった国内大手の航空会社は、空港ごとにグランドハンドリング専門のグループ会社を設立している。地方空港では民間の地元企業へ業務を委託しているケースが多い。
ANAには総代理店制度があり、地方では航空券の予約や販売などカウンター業務も含めて業務委託をしている。旧日本エアシステム (JAS) にも同じような制度があったが、JALとの合併により現在はなくなっている。また、国内のグランドハンドリング企業の中には、航空会社同士や大手商社が出資して設立した会社も存在する。
東京国際空港や成田国際空港、関西国際空港、中部国際空港、福岡空港など国内の主要空港では、国内航空会社のほか国外航空会社が運航している。国外航空会社は、国内航空会社にグランドハンドリングを委託し、そのグループ企業が作業を行う形態が一般的である。国外航空会社が、国内のグランドハンドリング企業と直接契約し、運航するケースもある。後述での独立系企業がその形態にて運営されている。
また、企業によって行う業務が分担され、機内清掃のみや機用品の取り扱いのみを行う会社、貨物などの搭載のみを行う会社など、事業内容が異なる複数社が1便に対してグランドハンドリングを行う場合がある。

## 国際的な組織

### IATA Ground Handling Council (IGHC)
世界のグランドハンドリングを行う企業・組織などで構成される国際航空運送協会 (IATA) 内の組織。グランドハンドリングに関する国際的な課題や新しいサービスについて取り組みを行っている。会員は400以上。定期的に国際会議を開催している。IGHCには3つのワーキンググループがある。それぞれワーキンググループは、取り組みの成果をIATA標準とするべく、IGHCへ報告することをタスクとしている。

### IGHCワーキングループ
- Aviation Ground Services Agreements Group (AGSA WG)
- Airside Safety Group (ASG)
- Ramp Services and Equipment Group (RAMPSG)

### Airport Handling Manual (AHM)
IATAでは、グランドハンドリング業務を行う基礎資料として、Airport Handling Manual (AHM) を提供している。各空港業務に関する概要や基準および定義ならびに安全にかかわる情報などが収録されている。また、AHMにはグランドハンドリングを行うための航空機の概要も記述されている。IATA Standard Ground Handling Agreement (SGHA) はAHMに収録されており"AHM810"にて定義されている。

## 特殊車両 (GSE)
グランドハンドリングにはGSE (Ground support equipment) といわれる専用の特殊車両（地上支援機材）が使われ、その特殊さゆえ空港以外で見かけることはない。主な特殊車両は以下のとおり。
- トーイングトラクター（TT・豆タグ。コンテナドーリーやパレットドーリーなどを牽引する車両）
- バッテリータグ車（BT・トーイングトラクターの電気自動車版）
- プッシュバックトラクター（Tug・Pトラ。航空機のプッシュバックやトーイングに使用する大型車両）
- パッセンジャーステップ車（PS・タラップ。ボーディングブリッジのないスポットなどで乗客や乗員の乗り降りに使用する車両）
- ハイリフトローダー（HL・ハイリフト。貨物室内の航空コンテナの搭降載に使用する車両）
- ハイリフトトラック（HT・フードローダー。機内へ機内食や機内用品を運搬する車両）
- ベルトローダー（BL・ベルト。バラ積み貨物室へ手荷物や貨物をコンベアによって移送する車両）
- トーバー（航空機の前輪とプッシュバックトラクターの間に接続し、安全かつ円滑にプッシュバックやトーイングを行うための専用機材）
- コンテナドーリー（C・ドーリー。航空機コンテナを載せて運搬・移送する非自走車両）
- パレットドーリー（P。大型の航空コンテナや板状のコンテナを載せて運搬・移送する非自走車両）
- バルクカート（B・カート・カーゴカート。手荷物や動物、少量の貨物などを運搬・移送するための非自走車両で主にバラ積み貨物室に用いる）
- デアイシングカー（S・航空機除雪車。航空機に向かって防氷剤をかけて雪を取り除く車両）
- クリーニングマスト（CM-B。航空機のコックピットウィンドウ、垂直尾翼、水平尾翼を洗浄するために使用する車両）
- クリーニングリフター（CL。航空機の外部クリーニング作業時に使用する車両）
- サービサー（SV。空港の地下を通る燃料配管から航空機に給油する車両、燃料ポンプは装備されていない）
- レフューラー（RV。自己タンクに搭載した燃料を航空機に給油する車両、燃料ポンプが装備されている）
- 給水車（WS。航空機に飲料水を運搬する車両）
- 汚水車（LS。航空機から下水を取り除く車両）

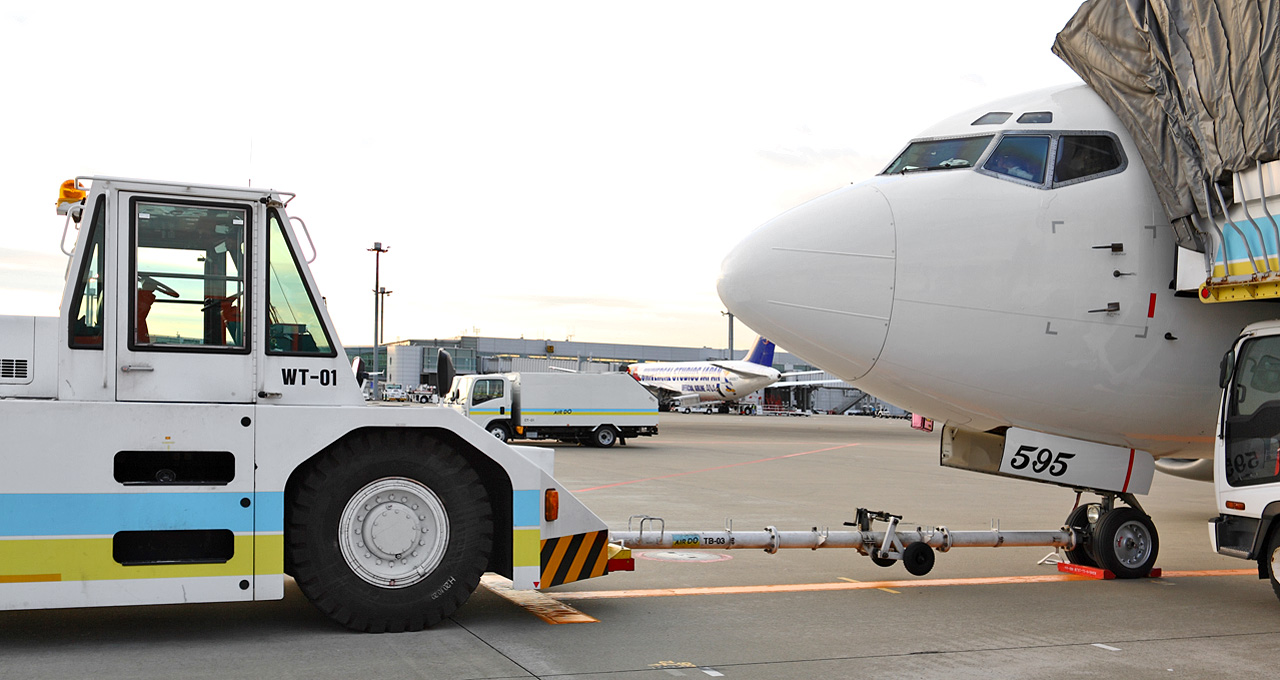
プッシュバックトラクター
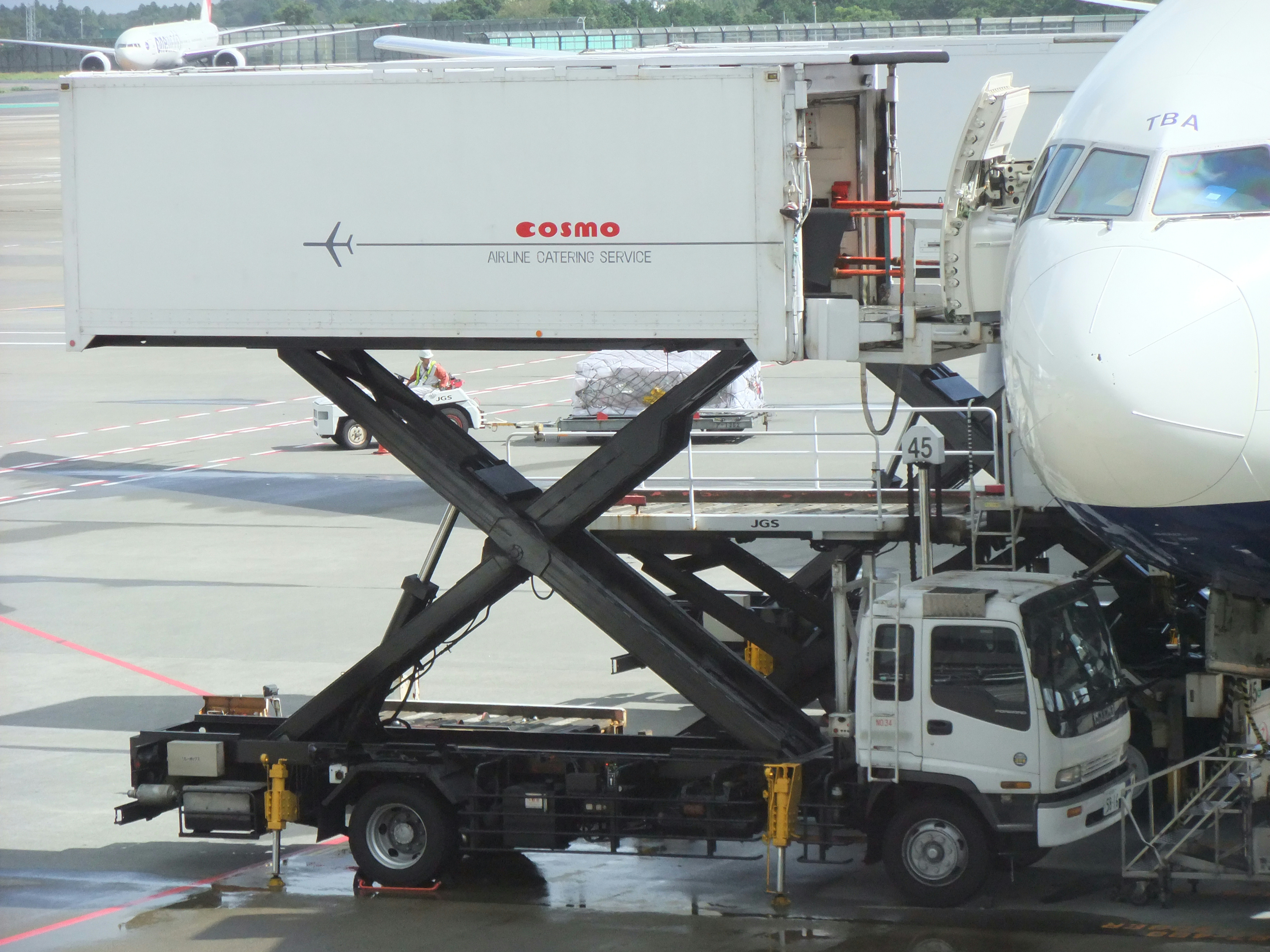
ハイリフトトラック
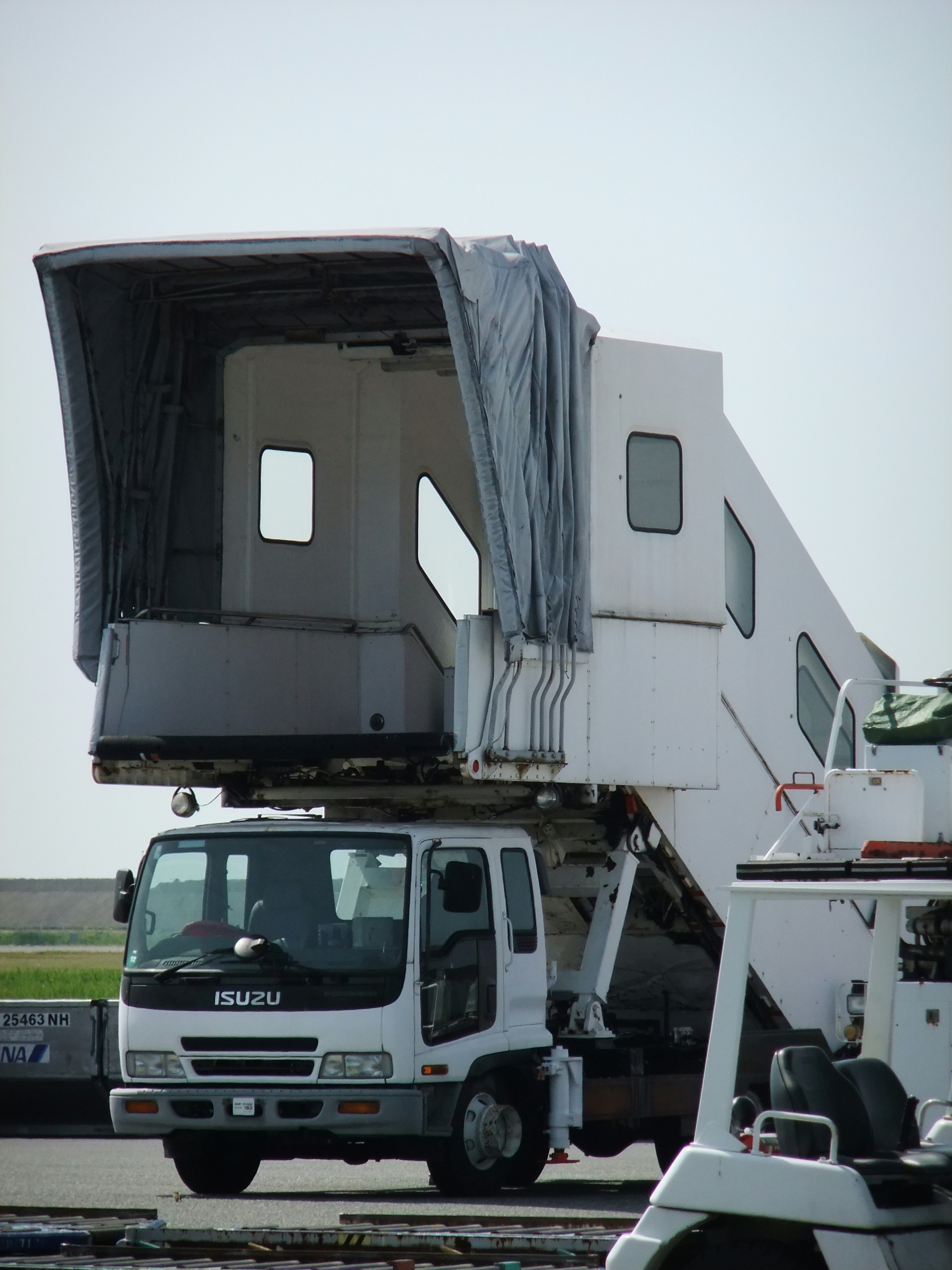
パッセンジャーステップ車
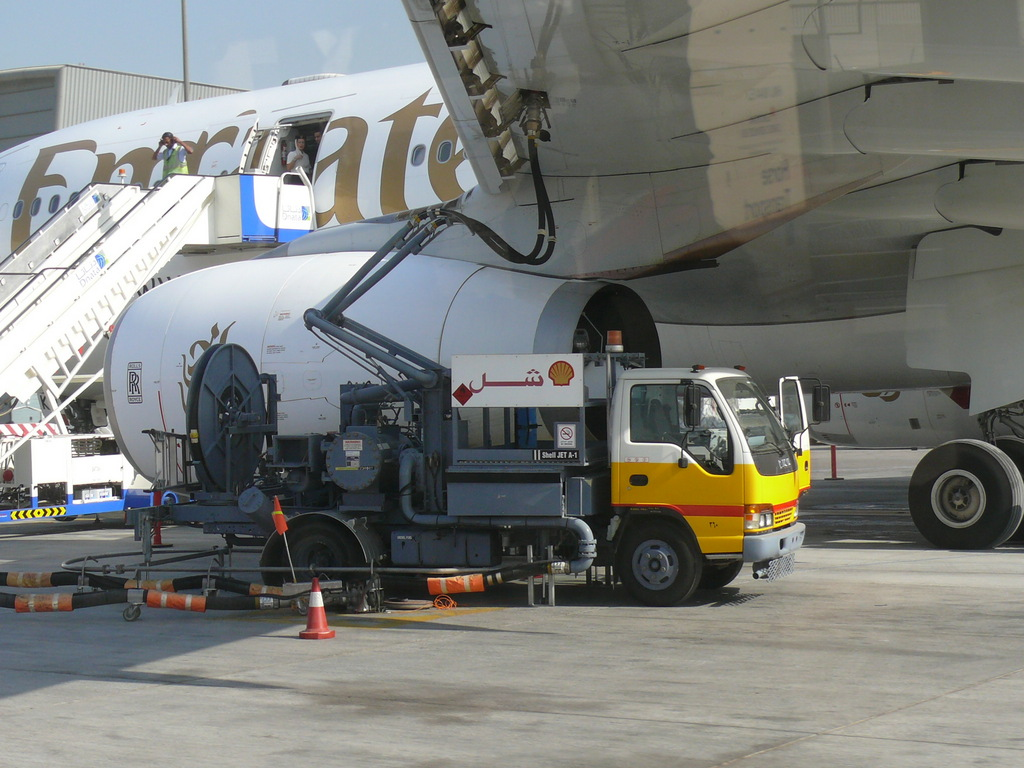
サービサー
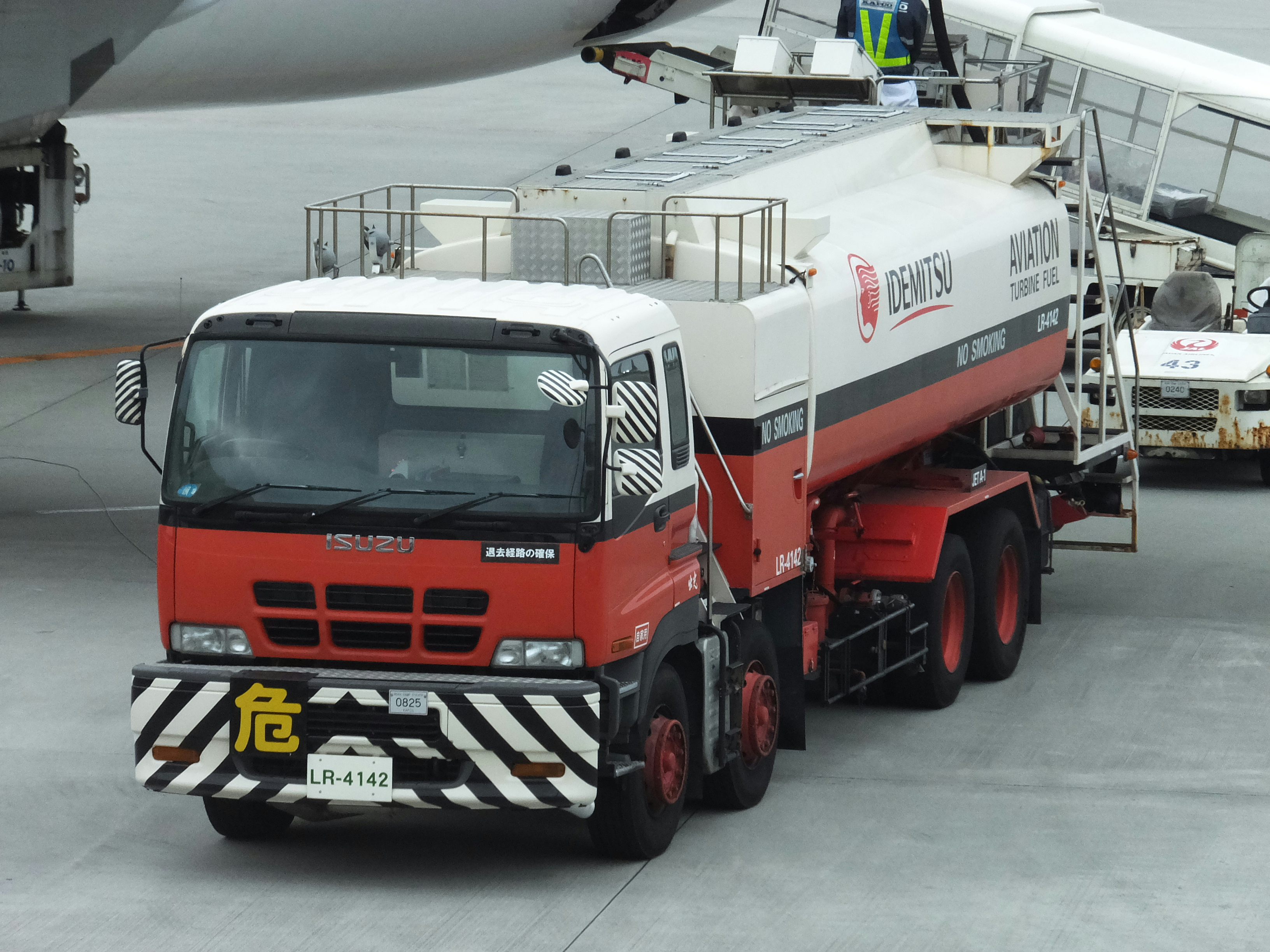
レフューラー
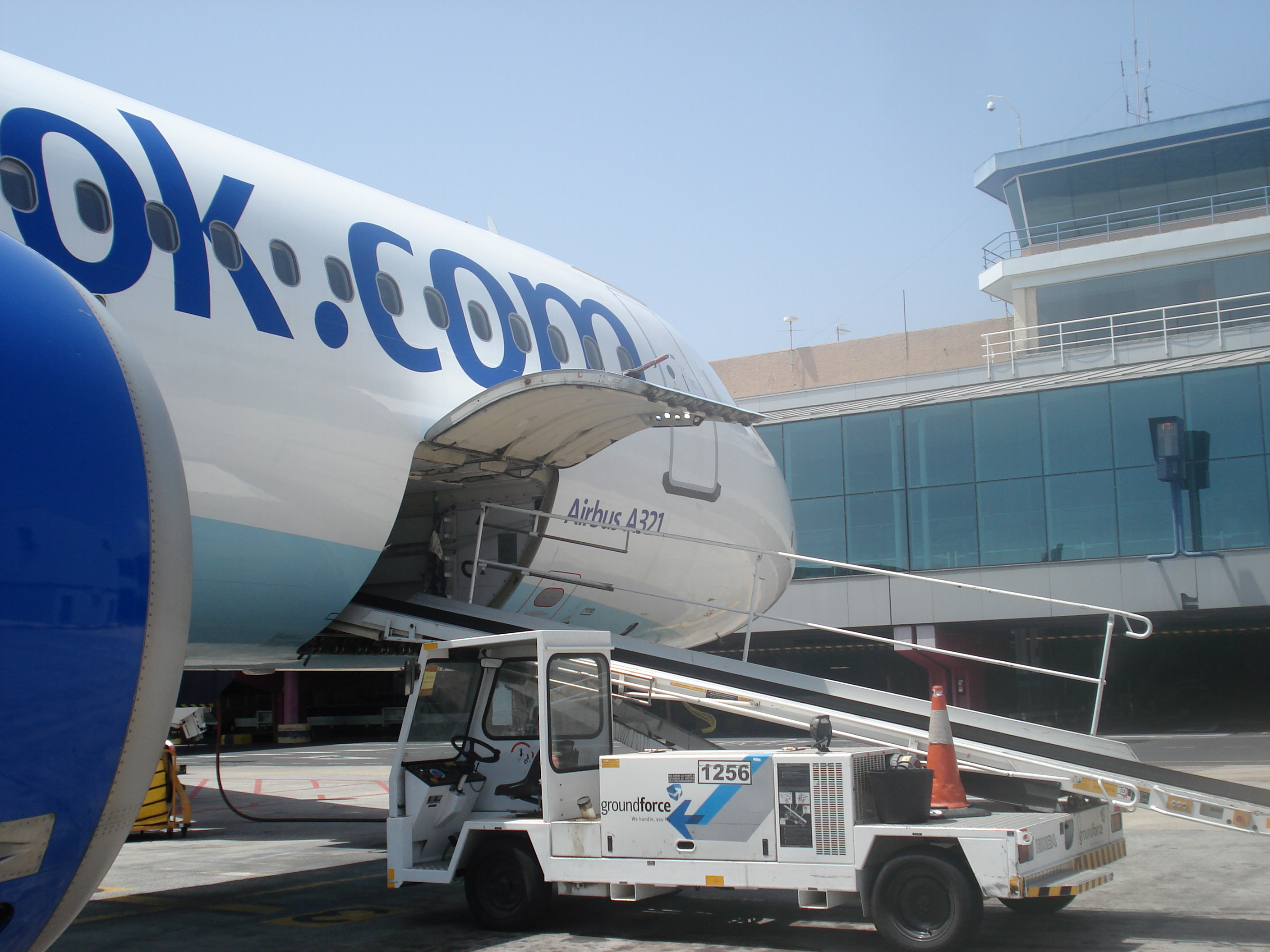
ベルトローダー
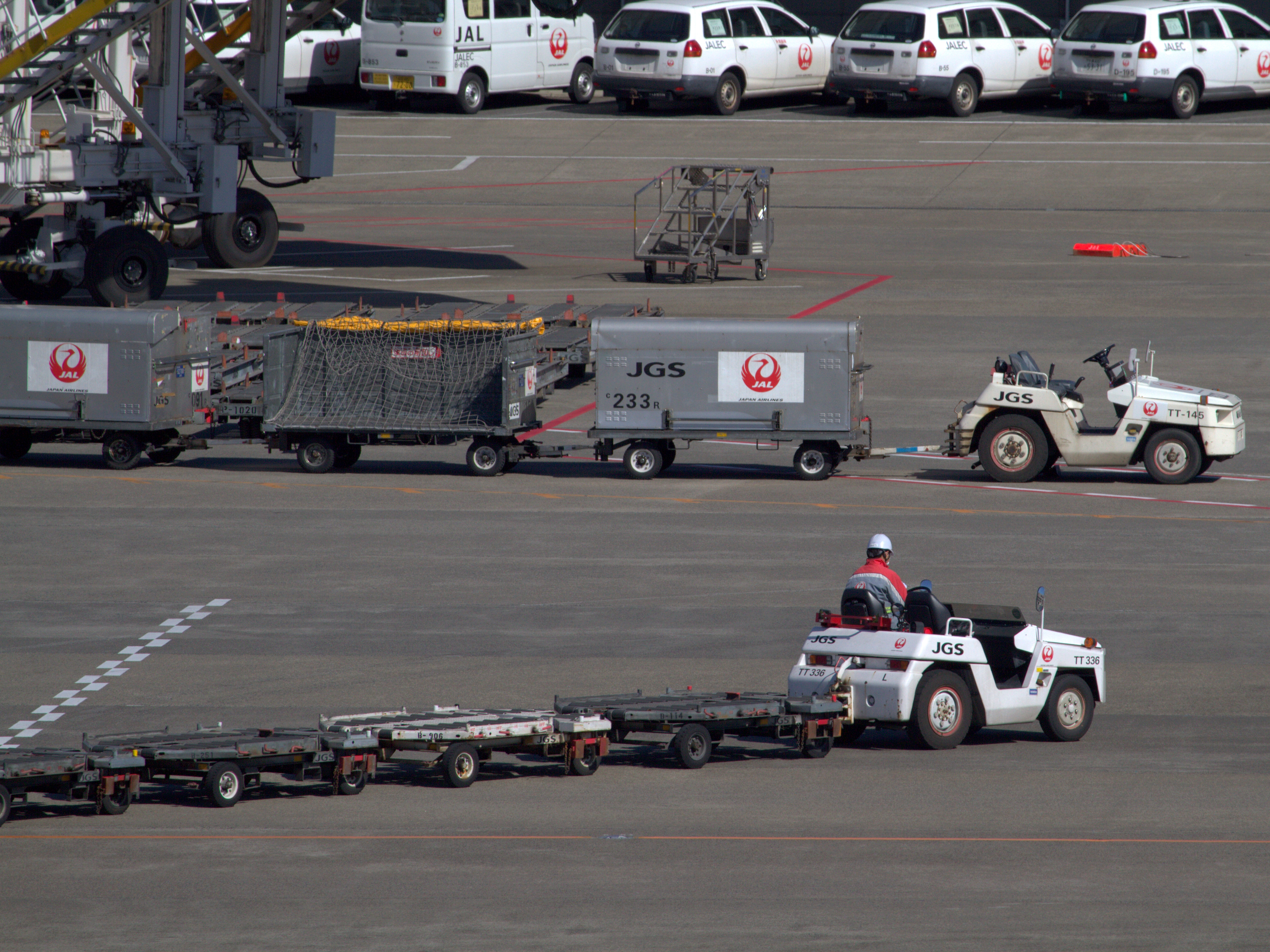
トーイングトラクター・コンテナドーリー

## 日本国内の主な企業
事業者は約400社存在する。
JALグループ
- JALグランドサービス (JGS)
  - JALグランドサービス札幌 (JGSS) - 新千歳空港
  - JALグランドサービス (JGS) - 東京国際空港、成田国際空港
  - JALグランドサービス大阪 (JGSO) - 大阪国際空港
  - JALグランドサービス九州 (JGSQ) - 福岡空港
- JALスカイ - 東京国際空港・成田国際空港
  - JALスカイ大阪 - 大阪国際空港
  - JALスカイ金沢 - 小松空港
  - JALスカイ九州 - 福岡空港・長崎空港・熊本空港・宮崎空港・大分空港
  - JALスカイ札幌 - 新千歳空港・函館空港
  - JALスカイ仙台 - 仙台空港
  - JALスカイエアポート沖縄 - 那覇空港・石垣空港・宮古空港・久米島空港・与那国空港・南大東空港
- JAL HAWAII, INCORPORATED - ホノルル国際空港

ANAグループ
- ANA新千歳空港 (CTSAP) - 新千歳空港
- ANA成田エアポートサービス (NRTAS) - 成田国際空港
- ANAエアポートサービス (ANAAS) - 東京国際空港
- ANA中部空港 (NGOAP) - 中部国際空港
- ANA大阪空港 (OSAAP) - 大阪国際空港、神戸空港
- ANA関西空港 (KIXAP) - 関西国際空港
- ANA福岡空港 (FUKAP) - 福岡空港
- ANA沖縄空港 (OKAAP) - 那覇空港
- ANAエアサービス福島 (ASFKS) - 福島空港
- ANAエアサービス松山 (ASMYJ) - 松山空港
- ANAエアサービス佐賀 (ASHSG) - 佐賀空港

鈴与グループ
- エスエーエス (SAS) - 県営名古屋空港など11空港
- ドリームスカイ名古屋 - 中部国際空港
- 中部スカイサポート (CSS) - 中部国際空港

鴻池グループ
- 日本空港サービス - 成田国際空港
- コウノイケ・エアポートサービス - 関西国際空港・東京国際空港・成田国際空港・福岡空港・大阪国際空港
- コウノイケ・スカイサポート - 関西国際空港・東京国際空港
- Kスカイ - 関西国際空港・東京国際空港
- Kグランドサービス - 関西国際空港・東京国際空港
- Kグランドエキスパート - 関西国際空港

独立系
- エージーピー（AGP） - 新千歳空港・成田国際空港・東京国際空港・関西国際空港・大阪国際空港・中部国際空港・広島空港・福岡空港・那覇空港
- スイスポートジャパン - 成田国際空港・東京国際空港・関西国際空港・中部国際空港・福岡空港・那覇空港
- 西鉄エアサービス - 北九州空港・福岡空港・佐賀空港・熊本空港・宮崎空港・成田国際空港・山口宇部空港・松山空港・新千歳空港
- CKTS - 関西国際空港・東京国際空港

## 映画・小説などで描かれたもの
- 漫画
  - のの子『ブルーフライト 〜グラハン女子物語〜』- 小学館『ベツコミ』で2024年3月号より連載中。ANAグループが制作に全面協力している[2]。